# John Löfblad
John Erik Löfblad (Gunnarskog, 14 februari 1927 - Genève, 17 januari 2016) was een Zweeds syndicalist.

## Levensloop
Hij was de zoon van Gustaf Löfblad and Marta Ahs en werd geboren op de boerderij Backarna te Gunnarskog te Värmland. Reeds in zijn jeugd ging hij aan de slag als houtkapper en sloot hij zich aan bij de vakcentrale Svenska träarbetareförbundet. Zijn legerdienst volbracht hij bij de militaire politie te Stockholm van 1946 tot 1947, alwaar hij als koninklijke wacht fungeerde aan het paleis. 
Vervolgens trad hij toe tot de Sveriges Socialdemokratiska Ungdomsförbond (SSU) en was hij van 1950 tot 1954 gemeenteraadslid voor de Sveriges socialdemokratiska arbetareparti (SAP) te Gunnarskog. Vanaf 1950 volgde hij een opleiding aan de Brunnsviks folkhögskola en later curcussen aan de University of Manchester en de Columbia University te New York. In 1954 trad hij als vakbondsafgevaardigde toe tot de executieve raad van de SAP en het entourage van de toenmalige Zweedse eerste minister Tage Erlander.
In 1960 werd hij verkozen tot secretaris van de LO-vakcentrale Skogs- och Träfacket en verhuisde hij naar Gävle. In 1962 was hij kandidaat-voorzitter van deze vakcentrale in opvolging van Charles Winroth, maar werd niet verkozen. In 1963 werd hij vervolgens aangesteld als arbeidsattaché op de Zweedse ambassade te Washington, een functie die hij uitoefende tot hij in januari 1967 werd aangesteld als algemeen secretaris van de Internationale Federatie der Bouw- en Houtbewerkers (IFBH) in opvolging van de Noor Arne Hagen. Deze functie oefende hij uit tot 1989. Hij werd in deze hoedanigheid opgevolgd door zijn landgenoot Ulf Asp. Vanuit deze hoedanigheid was hij lid van de bestuursraad van het IVVV van 1983 tot 1986 en afgevaardigde van de internationale vakbondssecretariaten bij het IVVV van 1970 tot 1990.
Na zijn pensionering bleef hij in Genève, alwaar hij overleed aan de gevolgen van een subduraal hematoom.